# Kjongdzsu Történelmi Körzet
A Kjongdzsu Történelmi Körzet (hangul: 경주 역사유적 지구, Kjongdzsu Jokszajudzsok Csigu, handzsa: 慶州 歷史遺蹟 地區, RR: Gyeongju Yeoksayujeok jigu) a dél-koreai Kjongdzsu (Gyeongju)ban található kulturális örökségek együttese, melyet 2000-ben vett fel az UNESCO a világörökségi listára. A terület öt részre osztható, összesen 52, kulturális örökségvédelem alatt álló helyszínnel, több közülük történelmi látványosságként élvez védelmet.

## Története
Amikor Silla i.e. 57-ben átvette az uralmat a félsziget délkeleti része felett, Kjongdzsu (Gyeongju)t választották fővárosul. A 7. században a kínai Tang-dinasztia segítségével Silla legyőzte a környező rivális koreai államokat és a félsziget nagy részét uralma alá vonta. Silla eredetileg sámánisztikus vallású társadalom volt, ahol a fővárostól délre fekvő Namszan hegy fontos spirituális szerepet töltött be. Amikor a 7. században a buddhizmus terjedni kezdett, a hegyet továbbra is szentként tisztelték. A környező területen számos templom, szentély és kolostor épült.
A Kjongdzsu (Gyeongju) Történelmi Körzet része számos palota, erődítmény, templom, kolostor, illetve a királyi sírok. Az egykori sillai és soron következő korokból származó épületek jó része a Koreát ért inváziók során elpusztult.

## Részei

### Namszan(Namsan)hegyvidék
A Namszan (Namsan) hegy környékén sámánisztikus-animista és buddhista leleteket is feltártak, összesen 122 templomot, 53 kőszobrot, 64 pagodát és 16 kőlámpást. A világörökség részeként ezek közül 36-ot regisztráltak: 11 kőfaragványt, kilenc kőszobrot, három pagodát, hét királyi sírt, két kutat, egy csoport kőoszlopot, a 6. századból származó Namszansinszong (Namsansinseong) erődöt, a Szocshuldzsi (Seochulji) tavat és a Phokszokcsong (Poseokjeong) pavilont, ami a sillai uralkodó család kedvenc pihenőhelye volt. Utóbbi arról is híres, hogy Hubekcse (Hubaekje) alapítója, Kjon Hvon (Gyeon Hwon) itt gyilkolta meg az utolsó előtti sillai királyt, Kjongét (Gyeongae-t) 927-ben.

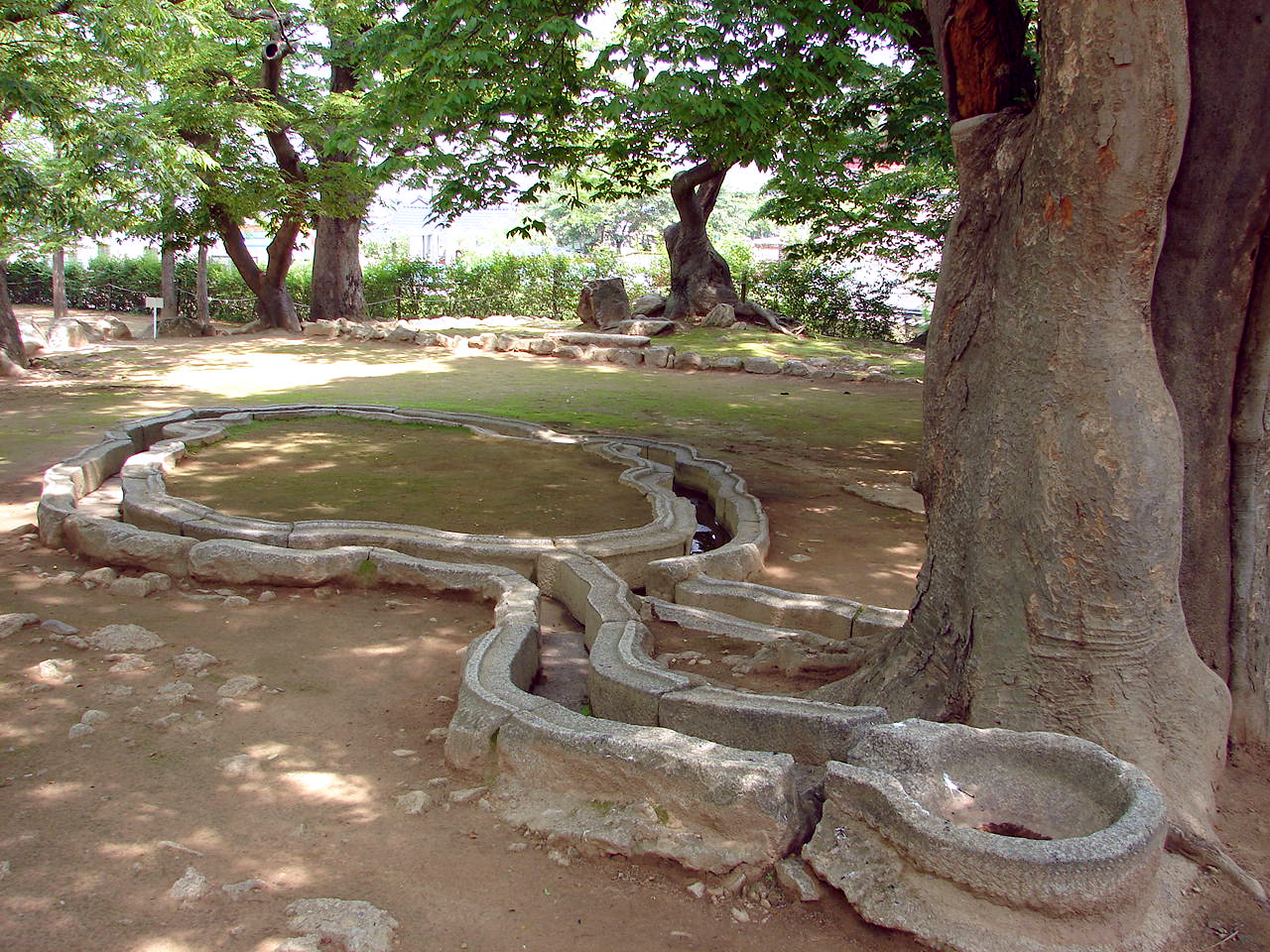
A Phokszokcsong (Poseokjeong) pavilonból mára csak ez a vékony csatorna maradt, melyben egykoron a víz felszínén lebegő kupákban bort szolgáltak fel a Silla-korban

### Volszong(Wolseong)környéke
Volszong (월성, Wolseong) az 1. század végétől a Silla királyság fő palotájának szerepét töltötte be. A palotakomplexum része volt az északra fekvő Anapcsi (안압지, Anapji) tó. A palotából mára szinte semmi sem maradt, a tavat az 1970-es és 80-as években helyreállították. Ugyancsak ehhez a tömbhöz tartozik a Kjerim (Gyerim) erdő, ahol a legenda szerint a kjongdzsui Kim klán alapítóját gyerekkorában megtalálták, a Cshomszongde (첨성대, Cheomseongdae) csillagvizsgáló, mely 9,17 méter magas és 365 gránittéglából épült, valamint a másik királyi palota, az Imhedzson (Imhaejeon) romjai.

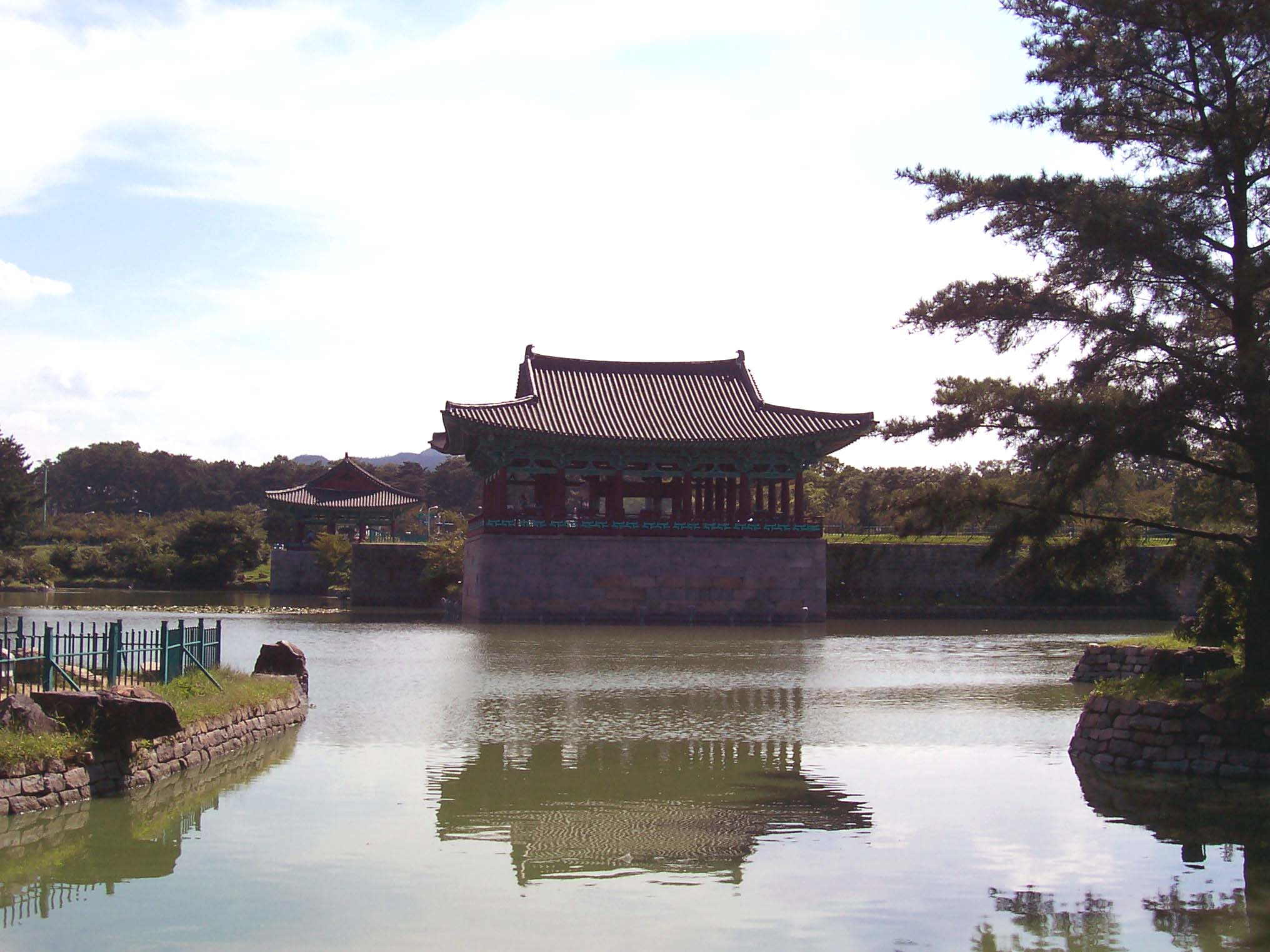
Anapcsi (Anapji) tó
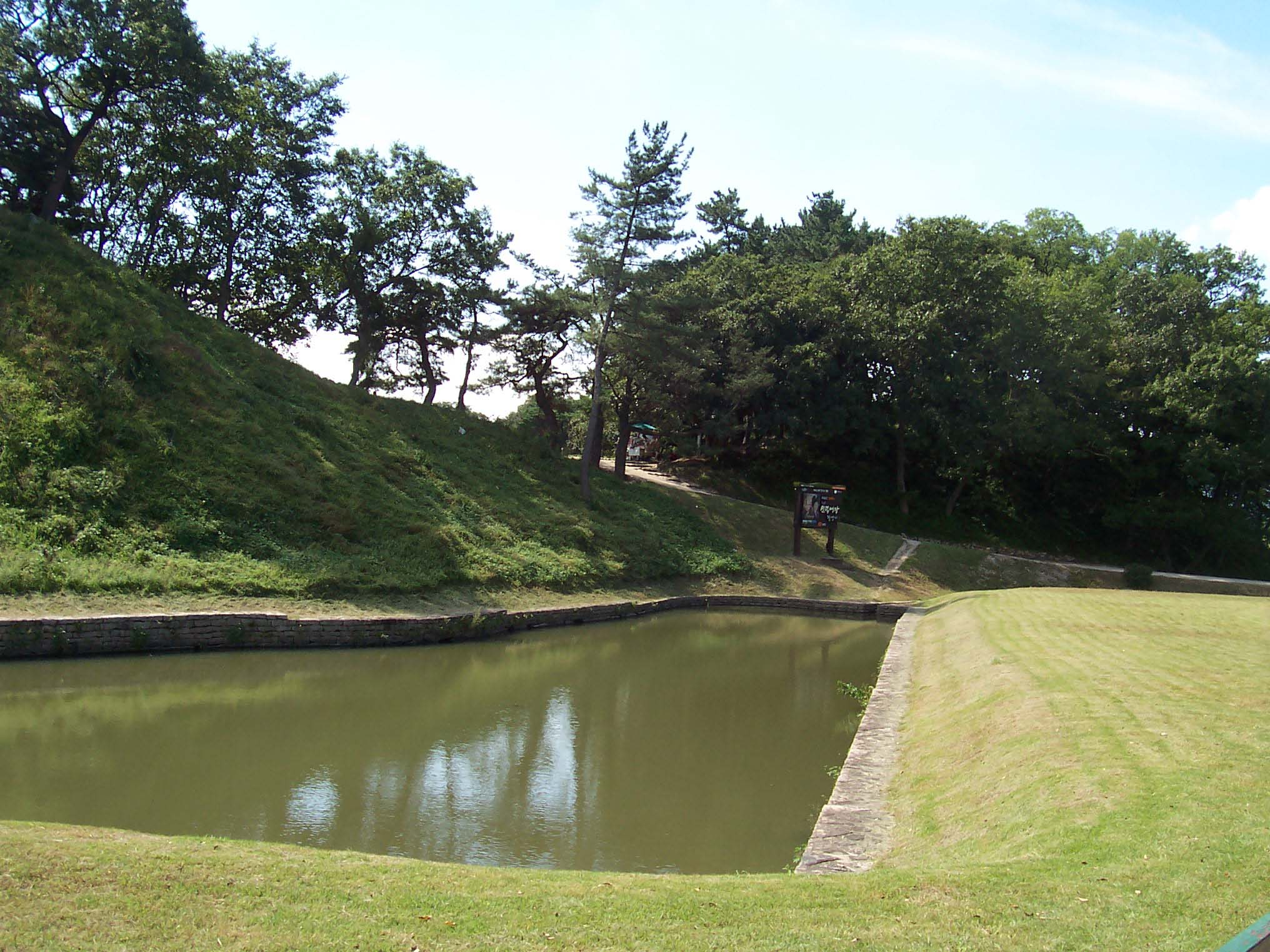
A Volszong (Wolseong) palota maradványai
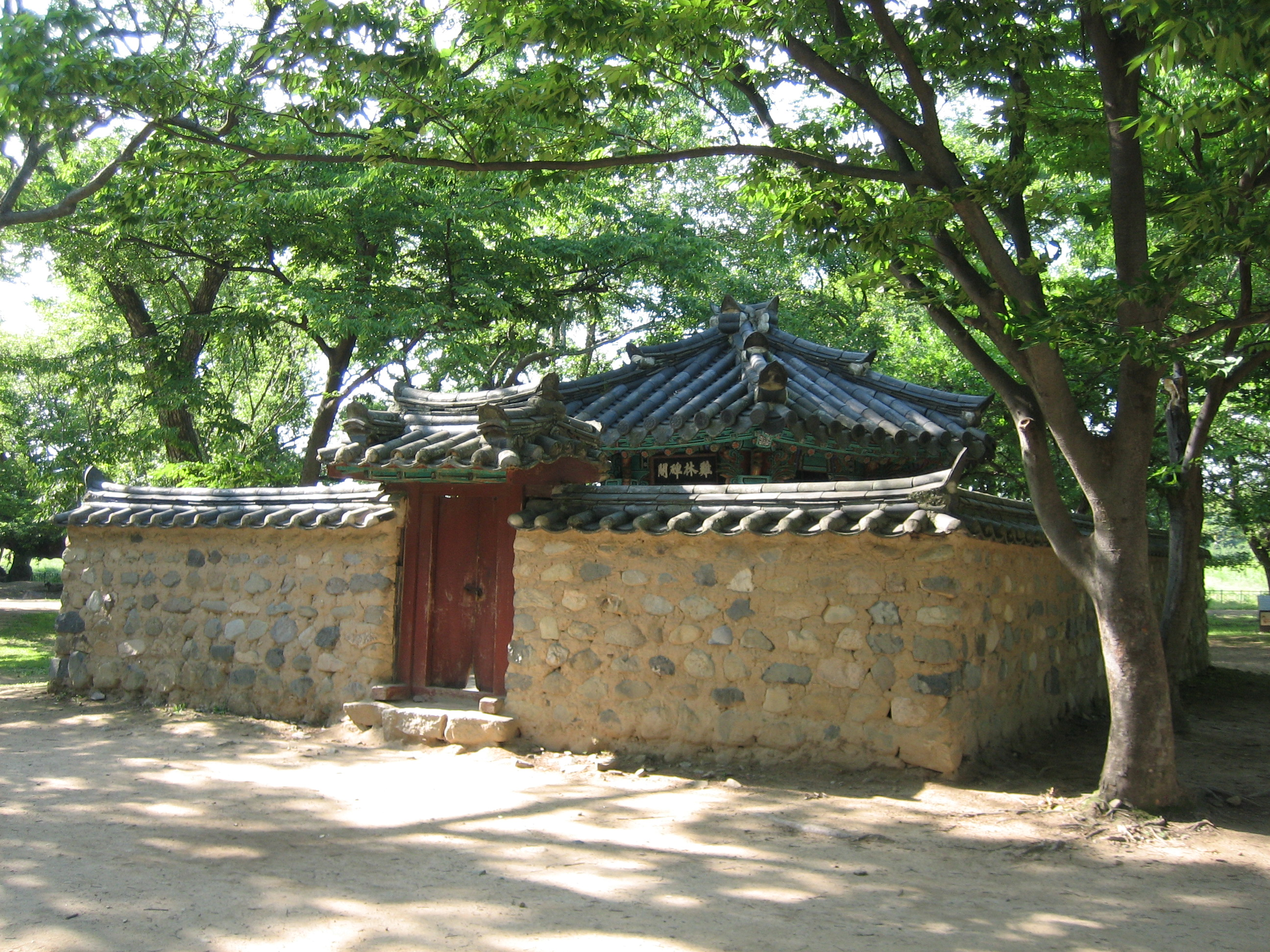
Kjerim (Gyerim) erdő
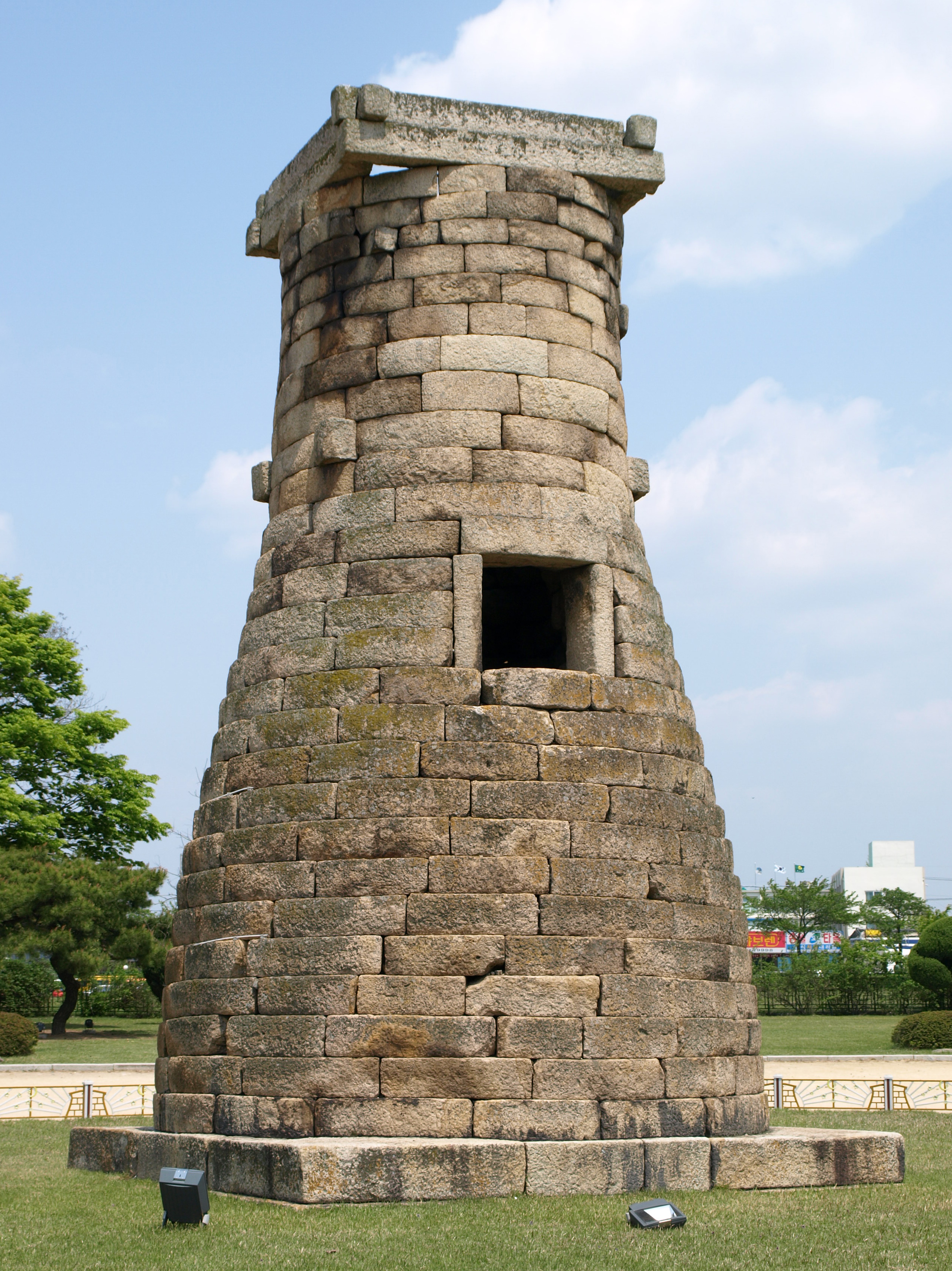
Cshomszongde (Cheomseongdae) csillagvizsgáló

### Halomsírok
A sillai királyi család sírjainak egy része domború alakú, de félhold és tök alakúak is találhatóak. Kavicshordalékkal fedett fakoporsókat találtak itt, valamint az elhunytakkal együtt eltemetve gazdagon különféle arany-, üveg- és kerámiatárgyakat. Az egyik sírból egy nyírfakéregre festett szárnyas ló képe is előkerült.

### Hvangnjongsza(Hwangnyongsa)
Ebben a csoportban két egykori buddhista templom, Hvangnjongsza (황룡사, Hwangnyongsa) és Punhvangsza (분황사, Bunhwangsa) romjai találhatóak. Az 500-as évek közepén épült Hvangnjongsza (Hwangnyongsa) egykoron a legnagyobb koreai templom volt, 72 500 m²-es alapterülettel. 645-ben egy 80 méter magas, kilenc szintes pagodával egészítették ki. Az 1238-as mongol invázióban szinte minden elpusztult, a romokat családok foglalták el, akiket végül 1976-ban telepítettek ki. A Punhvangsza (Bunhwangsa) templomból megmaradt pagodát 634-ben emelték.

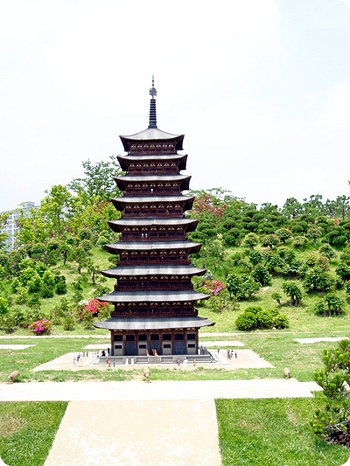
Az egykori pagoda kisebb mása
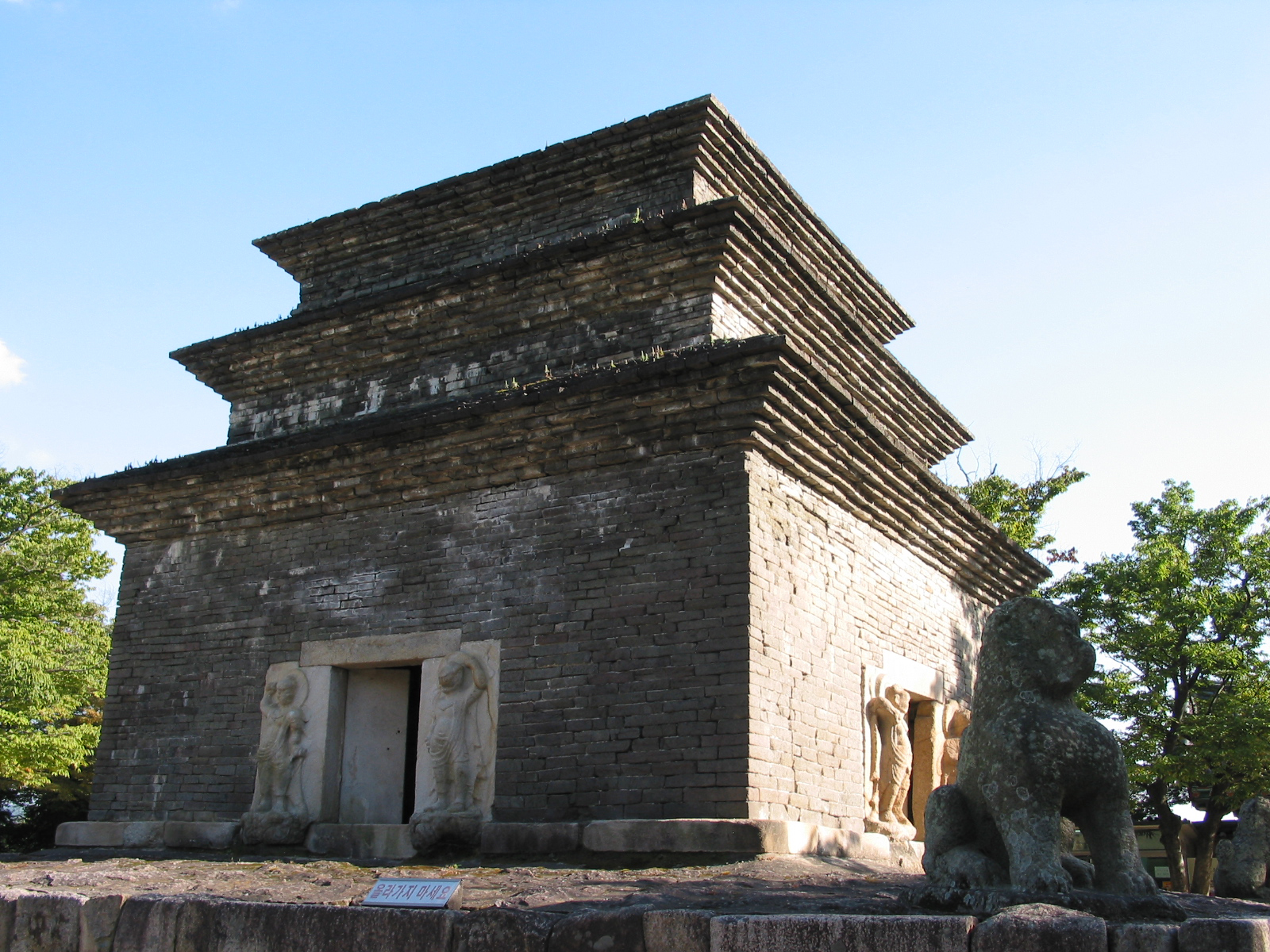
Az Punhvangsza (Bunhwangsa) megmaradt pagodája

### ASzanszong(Sanseong)erődítmény-övezet
A Szanszong (산성, Sanseong) erődítmény részeként a Mjonghvalszanszong (명활산성, Myeonghwalsanseong) erődöt a főváros védelmét ellátó erődhálózat részeként építették. Pontos építési ideje nem ismert, de a Szamguk szagi (Samguk sagi) szerint 405-ben itt vertek vissza egy japán támadást, így feltételezhetően ennél korábban épült. Az erődfal részben földből, részben kőből épült, egykoron az 5 kilométert is meghaladhatta.